# إبادة بيئية
الإبادة البيئية، هي نشاط إنساني مجرم ينتهك مبادئ العدالة البيئية، مثل التسبب في ضرر واسع النطاق أو تدمير النظم البيئية أو إلحاق الضرر بصحة وسلامة الأنواع (بما في ذلك البشر). لم تُقبل حتى الآن كجريمة دولية من قبل الأمم المتحدة.

## جوانب الإبادة البيئية
تشير الإبادة البيئية كمفهوم إلى كل العمليات التي تحدث بشكل طبيعي نتيجًة لتدهور البيئة أو النظام البيئي، وتدمير البيئة الناتج عن النشاط البشري. على سبيل المثال، تُعتبر هجرة الأنواع الغازية إلى منطقة معينة، الأمر الذي يؤدي إلى تناقص أو انقراض الأنواع المستوطنة في تلك المنطقة، شكلًا من أشكال الإبادة البيئية.

### الاحتباس الحراري والإبادة البيئية
يُطلق على العصر الجيولوجي الحالي الأنثروبوسين، لأن أنشطة البشر (الأنثروبو) تؤثر على الحالة الطبيعية للأرض بطريقة لم يسبق لها مثيل من قبل. وأبرز مثال على ذلك هو الغلاف الجوي الذي يجري تغييره من خلال انبعاث الغازات الدفيئة من استخدام الوقود الأحفوري: غاز ثنائي أكسيد الكربون والميثان والكلوروفلوروكربون وما إلى ذلك.
يجادل علماء الإجرام بأن هذا أحد أعراض الطلب المتزايد باستمرار من جانب المستهلكين المرتبطين بالرأسمالية، بالإضافة إلى التجاهل شبه الكامل للضرر الحاصل على المدى الطويل، وخصوصًا الاحتباس الحراري العالمي وارتفاع مستويات البحر الناجم عن هذه الانبعاثات.
يجادل المُنظّر والناشط البيئي الأمريكي باتريك هوساي، بأن الجنس البشري يرتكب إبادة جماعية من خلال تأثيرات الحضارة الصناعية الحديثة على البيئة العالمية.

### كجريمة دولية مقترحة
نشأ مفهوم الإبادة البيئية كجريمة دولية في سبعينيات القرن العشرين، وذلك بعد استخدام الولايات المتحدة العامل البرتقالي خلال حرب فيتنام، التي قتلت السكان المحليين ودمرت الحياة البرية.

### نظامروماالأساسي
لا يوجد حاليًا سوى حكم واحد في نظام روما الأساسي للمحكمة الجنائية الدولية يتعلق بجرائم الحرب، والذي يذكر صراحًة الأضرار التي لحقت بالبيئة. تُجرّم المادة 8 (2) (بي) (4) ما يلي:
«شن هجوم مُفتعل مع العلم أن هذا الهجوم سيسبب خسائر فادحة في الأرواح أو إصابات للمدنيين أو أضرارًا بالأعيان للمدنيين أو أضرارًا واسعة النطاق وطويلة الأمل وشديدة بالبيئة الطبيعية، والتي ستكون مؤثرة بشكل واضح فيما يتعلق بالمنافع العسكرية الملموسة والمباشرة والمُتوقعة.»
اقترحت المحامية البيئي بولي هيغينز في عام 2010، تعديل نظام روما الأساسي ليشمل جريمة الإبادة البيئية. قُدم الاقتراح إلى لجنة القانون الدولي التابعة للأمم المتحدة، والتي «كُلفت بتعزيز الترقية التدريجية للقانون الدولي وتدوينه». عرّفت الإبادة البيئة بأنها:
«الأضرار الواسعة النطاق التي لحقت بالنظم البيئية في إقليم معين أو تدمير هذه النظم أو فقدها، سواء أكان ذلك من قِبل تدخلات بشرية أو أي أسباب أخرى، إلى الدرجة التي تقلص فيها التمتع السلمي لسكان تلك المنطقة بشدة.»
يشمل هذا التعريف الضرر الذي يلحق بالأفراد والشركات و / أو الدولة. ويشمل أيضًا التدمير البيئي الناجم عن «أسباب أخرى» (أي الضرر الذي لا ينجم بالضرورة عن النشاط البشري). كان الغرض من ذلك التعريف هو إنشاء واجب رعاية للتخفيف من الكوارث الطبيعية التي تحدث بشكل طبيعي أو منع وقوعها، فضلًا عن خلق مسؤولية جنائية للإبادة البيئية المُفتعلة من قبل البشر.

### مبادرة المواطنين الأوروبيين
في 22 يناير 2013، أطلقت رسميًا لجنة مؤلفة من 11 مواطنًا من تسع دول من دول الاتحاد الأوروبي «مبادرة المواطنين الأوروبيين (ECI) لإنهاء الإبادة البيئية في أوروبا». تُعتبر (ECI) أداة أنشأتها معاهدة لشبونة لتعزيز الديمقراطية التشاركية والمباشرة. توفر هذه المبادرة لمواطني الاتحاد الأوروبي وسيلة لبدء قوانين جديدة أو اقتراح تعديلات على التشريعات الحالية بشكل مباشر إلى المفوضية الأوروبية، والتي هي المؤسسة المُنشأة لقانون الاتحاد الأوروبي.
تهدف هذه المبادرة الخاصة إلى تجريم الإبادة البيئية والضرر الهائل للنظم البيئية وتدميرها، والاستثمارات في الأنشطة التي تسبب الإبادة البيئية ومنع وصول سكان الاتحاد الأوروبي إلى أسواق المنتجات المُستمدة من أنشطة الإبادة البيئية.
قام ثلاثة أشخاص من أعضاء البرلمان الأوروبي، كيث تايلور وإيفا جولي وجو لينين، بإجراء التواقيع الأولى بشكل علني. علمًا أن هذه المبادرة لم تجمع المليون توقيع المطلوبين، ولكن نوقشت في البرلمان الأوروبي.

### الوضع الراهن
فشلت مبادرة المواطنين الأوروبيين في الحصول على الدعم الكافي، ولم يُقبل اقتراح هيغينز من قبل الأمم المتحدة. في الوقت الحالي، لا يُعتبر، خارج زمن الحرب، التسبب في دمار خطير للبيئة أو للأنواع غير البشرية أو للنظم البيئية من الجرائم الدولية.

### تدمير البيئة خلال الحرب
على الرغم من عدم وجود قانون دولي ساري في وقت السلم بشأن الإبادة البيئية، فقد تبنت الأمم المتحدة في عام 1977 اتفاقية حظر الاستخدام العسكري أو أي استخدام عدائي لتقنيات التغيير البيئي التي تُطبق في حالة الحرب.
تقول المادة الأولى من هذه الاتفاقية: «تتعهد كل دولة طرف في هذه الاتفاقية عدم الانخراط في أي استخدام عسكري أو أي استخدام عدائي لتقنيات التغيير البيئي التي لها آثار واسعة أو طويلة الأمد أو شديدة كوسيلة لتدمير أو إتلاف أو إصابة أي دولة أخرى طرف.» لا يوجد تعريف للمصطلحات «واسع الانتشار أو طويل الأمد أو شديد».